# ジュール・フォンテーヌ・サンブワ
ジュール・フォンテーヌ・サンブワ（フランス語: Jules-Fontaine Sambwa、1940年11月12日 - 1998年3月4日）は、ザイールの政治家、経済学者、教授。
第16代ザイール共和国国家第一委員。

## 経歴
1940年11月12日、Mbandakaで生まれた。1967年にブリュッセル大学で経済学と金融学を卒業した後、ザイール共和国で次のような職を務めた。
大統領府経済審議会(1967年から-1969年まで)、大統領府次長、その後ザイール銀行評議員（1969-1970年）、SOFIDEアドミニストレーター（1970年）
ザイール銀行総裁（1970年9月から1977年8月まで）、大統領府次長（1979年3月から1980年8月まで）、ザイール銀行総裁（1980年8月から1985年4月まで）
経済産業大臣(1985年)、計画担当国務大臣（1985年4月から1987年9月まで）、ザイール政府経済担当副首相委員（1987年9月から1988年4月まで）
ザイール政府第一国務委員（1988年4月から1988年11月まで）、会計検査院長（1988年11月から1990年1月まで）ザイール財務大臣（1993年3月から1993年4月まで、1993年4月から1994年7月まで）同時に、キンシャサ大学経済学部の教授として、「国際経済学」の講義を受け持った。1991年からはヨーロッパを訪れ、亡くなるまでサハラ以南のアフリカの開発に関する調査・研究を続けた。1994年には「ザイール・クラブ2000」の会長を引き受けた。
1998年3月4日に亡くなった。

## 賞勲
- ザイール国立豹勲章グランドコルドン
- 王冠勲章コマンダー（ベルギー）
- レジオン・ドヌール勲章コマンダー（フランス）
- チュニジア共和国国家勲章コマンダー